# EMD 567

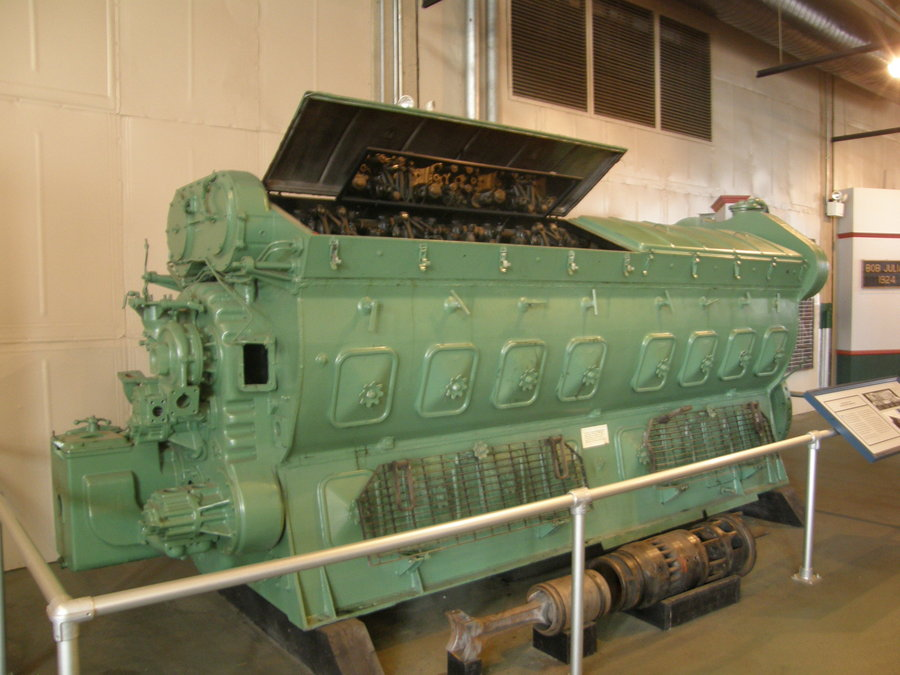
EMD 16-567B

EMD 567은 제너럴 모터스 일렉트로-모티브 디비전에서 제작한 대형 중속 디젤 엔진 라인이다. 윈턴(Winton)의 201A를 계승한 이 엔진은 1938년부터 1966년 EMD 645로 교체될 때까지 EMD 기관차에 사용되었다. 보어는 8 1⁄2 in (216 mm), 스트로크는 10 in (254 mm)이다. 실린더당 배기량은 567 cu in (9.29 L)이다. Winton 201A, EMD 645 및 EMD 710과 마찬가지로 EMD 567은 2행정 엔진이다.
현재 GE는 EMD 호환 교체 부품을 만든다.

## 같이 보기
- EMD 645
- EMD 710